# 오비슨 착시
오비슨 착시(Orbison Illusion)는 헤링 착시(Hering illusion)의 변형으로 잘 알려져있으며, 미국의 심리학자인 윌리엄 오비슨(William Orbison)이 1939년에 처음 설명한 기하학적 착시(geometric illusions)인 착시 현상이다.
오비슨 착시(Orbison Illusion)는 방사형선 또는 동심원의 배경 위에 겹쳐진 원 또는 정사각형과 같은 2차원 그림으로 구성된다. 그 결과 그림과 그것을 포함하는 직사각형(또는 원)이 모두 왜곡된 것처럼 보이는 착시 현상이 발생한다는 것이다. 특히 정사각형이나 직사각형은 약간 부풀거나 비뚤어지거나 기울어져 보이며 원은 타원형으로 일그러져 보인다.

## 예
다음은 발표 시대순 착시의 비교이다.
| 예시 1 - 분트 착시   |
| 예시 2 - 헤링 착시   |
| 예시 3 - 오비슨 착시 |

## 응용
오비슨 착시(Orbison illusion) 및 폰조 착시(Ponzo illusion)의 합성 변형
|                   |                   |
| (예시 1) 대비효과 | (예시 2) 대비효과 |

오비슨 착시는 도형이나 직선 모서리가있는 선 또는 원이 반복되는 선 또는 방사형 선의 배경 패턴에 의해 왜곡되어 나타나는 기하학적 착시 그룹 중 주요한 하나이다. 또한 오비슨 착시는 헤링 착시(Hering illusion) 그리고 분트 착시(Wundt illusion)와 유사한 현상을 둘다 보열수있다는 맥락에서 방사선의 비규칙적 배열 간격에서 일그러짐은 상대적으로 보다 강한 왜곡을 표현할 수 있다. 그러나 이러한 오비슨 착시 역시 폰조 착시(Ponzo illusion)가 제안하는 사다리꼴 선상을 배경으로 사용하고있다.

## 사디리꼴
|                                                                                          |                                                                        |
| 분트착시의 왜곡현상이 사다리꼴 선 간격 요소에 의해서 일어난다는 것을 보여주는 오비슨착시 | 폰조착시의 사다리꼴 선들의 확장인 방사형 선들을 배경으로하는 분트 착시 |

## 오비슨 착시
다음은 오비슨 착시의 또다른 예를 보여준다.
| |
| 모서리들의 연장선을 가정했을 때 이를 중심선으로 직사각형의 길이와 폭에서 상대적으로 더 크거나 더 기울게 대칭적으로 보여준다. |

## 같이 보기
- 단안단서
- 헤링 검사
- 대립과정설
- 수직수평착시
- 뮐러-라이어 착시